# Passage de l'Ancre
Le passage de l'Ancre est une voie privée du 3e arrondissement de Paris.

## Situation et accès
Il prend naissance dans la rue Saint-Martin, prolongeant ainsi la rue Chapon, et se termine rue de Turbigo, proche de son intersection avec le boulevard Sébastopol. Le passage est prolongé vers l'ouest un peu plus loin, dans le 2e arrondissement, par le passage du Bourg-l'Abbé.
Ce passage quasi rectiligne, long de presque 70 mètres mais relativement étroit, abrite des boutiques anciennes avec des enseignes pittoresques ainsi que des ateliers de confection. Sur toute sa longueur, il est agrémenté de plantes et de fleurs.
Ce site est desservi par les lignes 3 et 4 à la station Réaumur - Sébastopol.

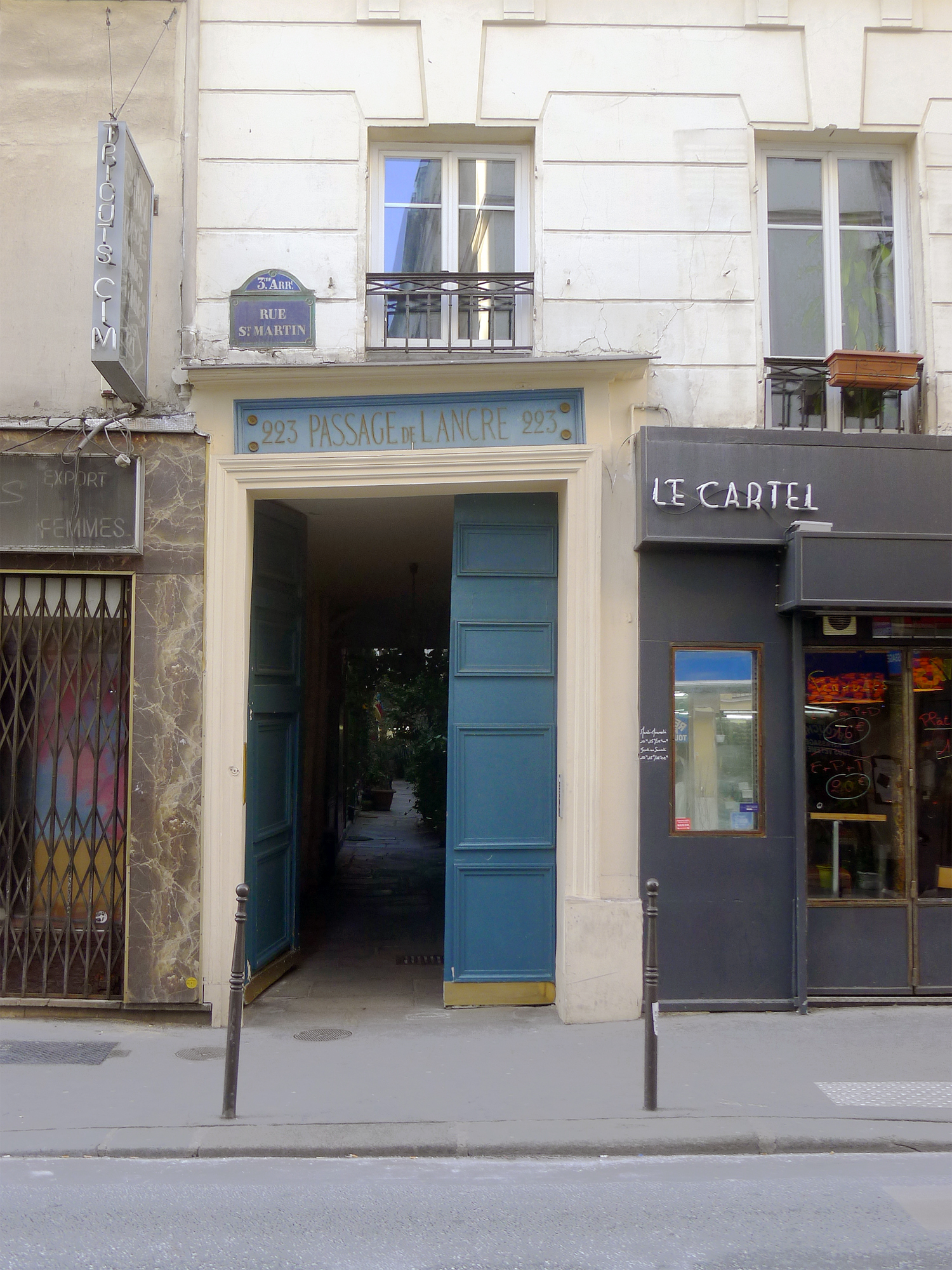
Entrée au 223, rue Saint-Martin.
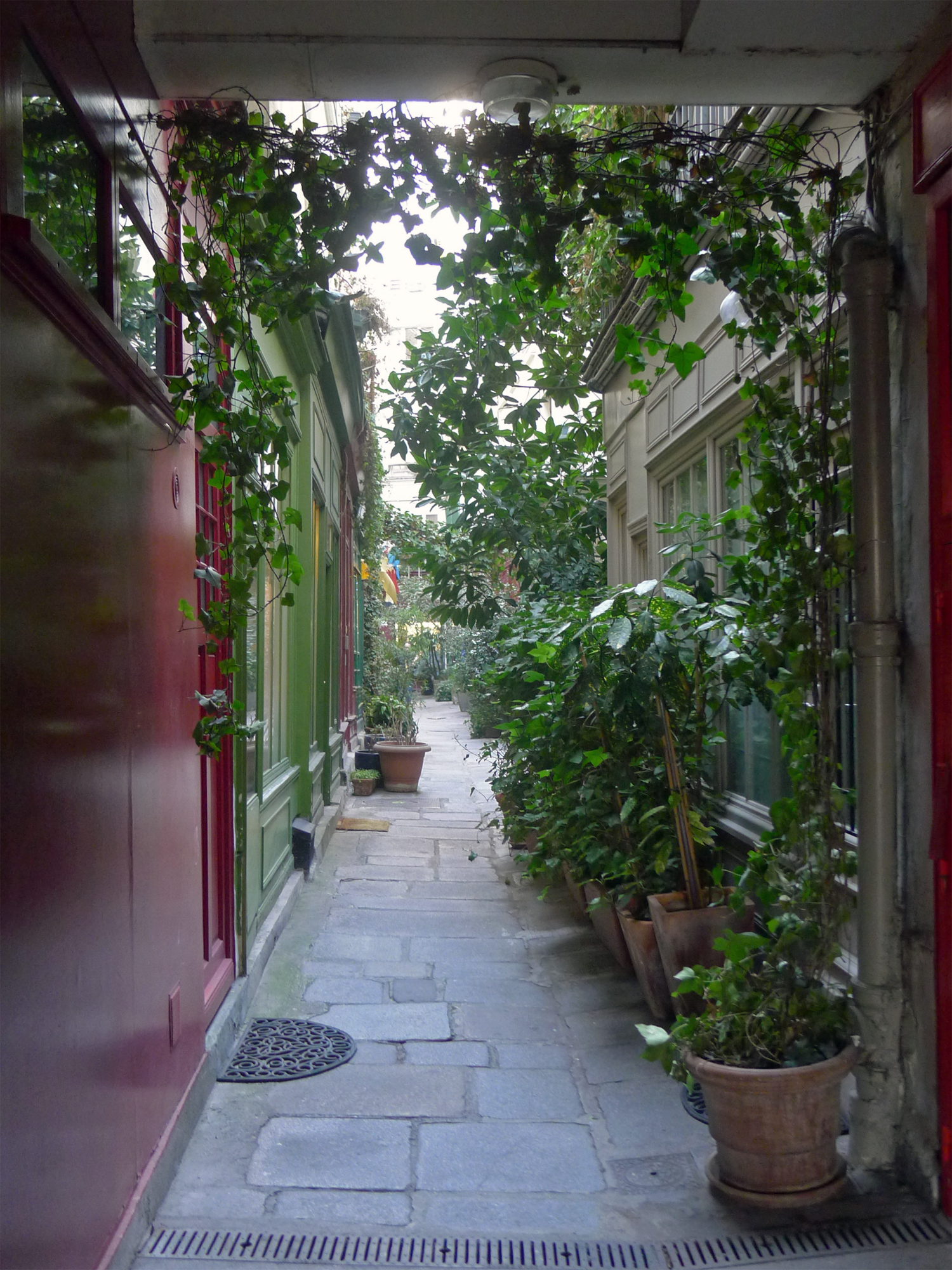
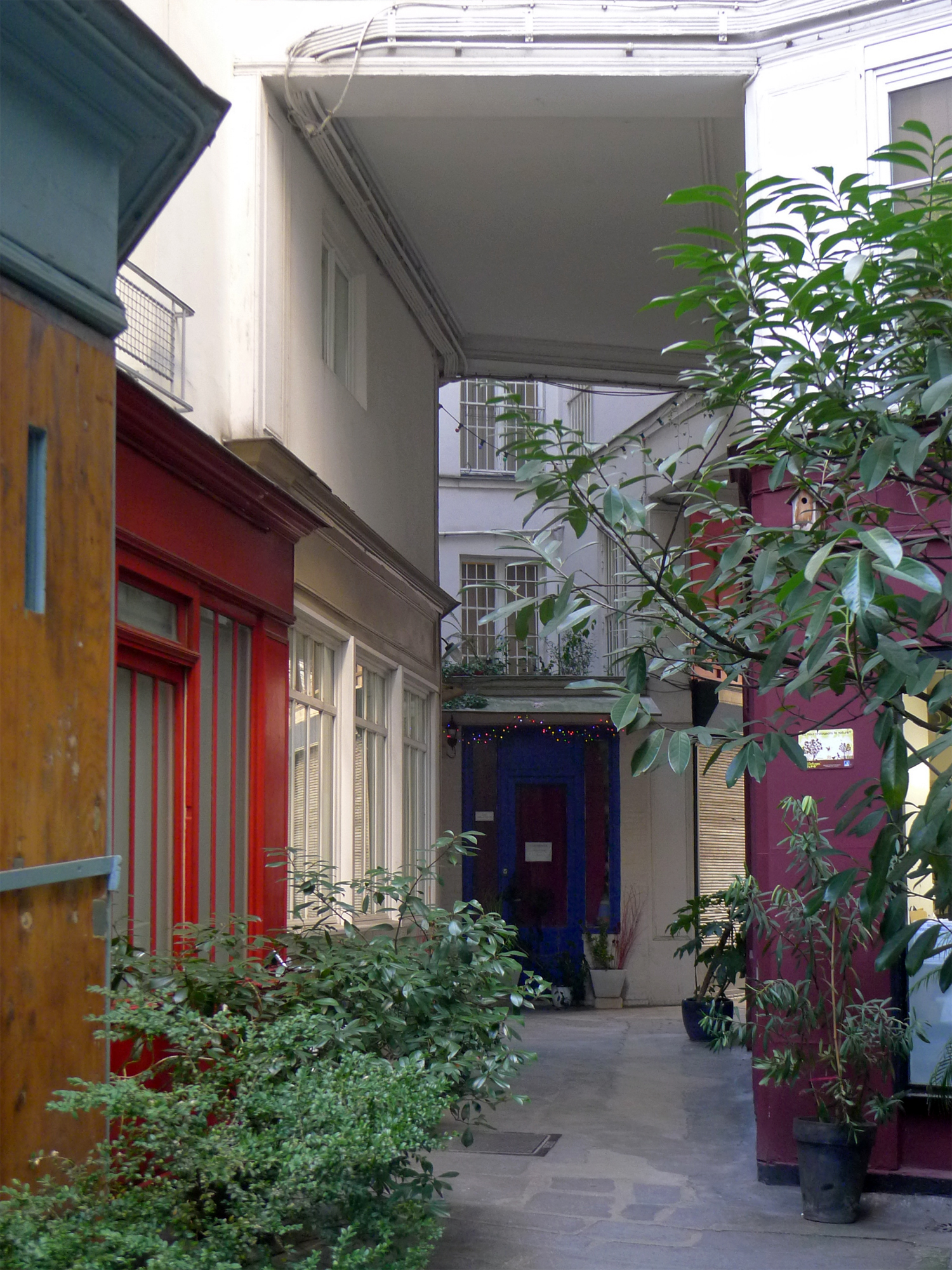
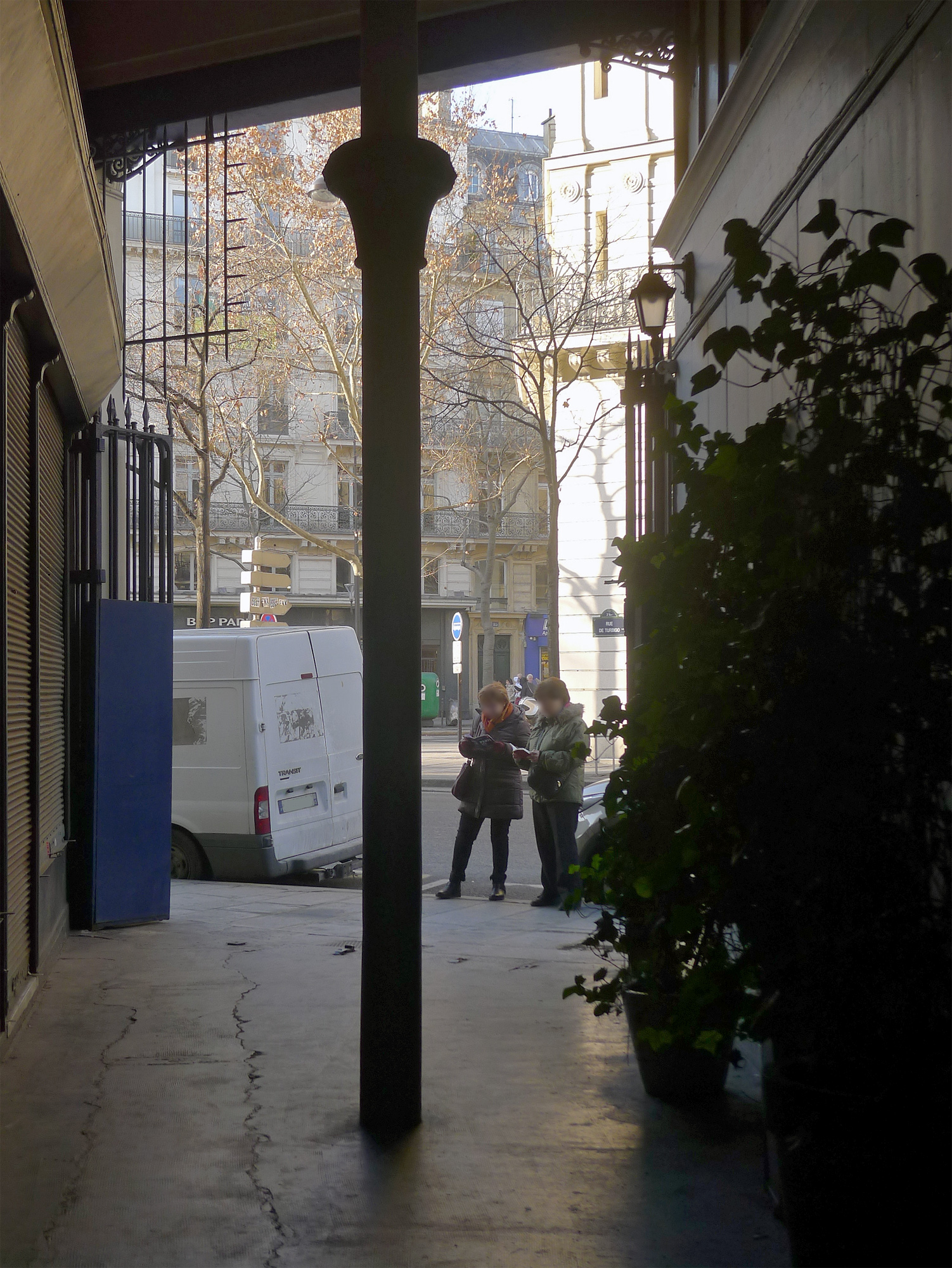
Sortie rue de Turbigo.

## Origine du nom
Il doit son nom à une enseigne d'auberge.

## Historique
Vers 1637, le premier loueur de voitures de place s'installa dans la voie. L'industriel Nicolas Sauvage, « facteur des maîtres de coches d’Amiens », eut, à cette époque, l'idée de réunir « rue Saint-Martin, en face celle de Montmorency » des carrosses que chacun pouvait louer à l'heure ou à la journée. Que le nom vînt de l'Hôtel Saint-Fiacre (en) proche ou des portraits de saint Fiacre que l'on plaçait « dans les nouvelles voitures pour les protéger contre les accidens », le nom de fiacre resta attribué à ce genre de voitures publiques,
Avant le percement, en 1854, du boulevard de Sébastopol et de la rue de Palestro, le passage reliait la rue Saint-Martin à la rue Saint-Denis en se joignant au passage du Bourg-l'Abbé.
« Garnie de boutiques » au début du XIXe siècle, la voie porta le nom de « passage de l'Ancre-Royale », puis de « passage de l'Ancre-Nationale » pendant la Révolution française, entre 1792 et 1805,.

## Bâtiments remarquables et lieux de mémoire
- Plusieurs ateliers d'artistes reconvertis en boutiques colorées dont en particulier :
  - la boutique "Pep's" l'un des derniers réparateurs de parapluies, ombrelles et parasols de la capitale.

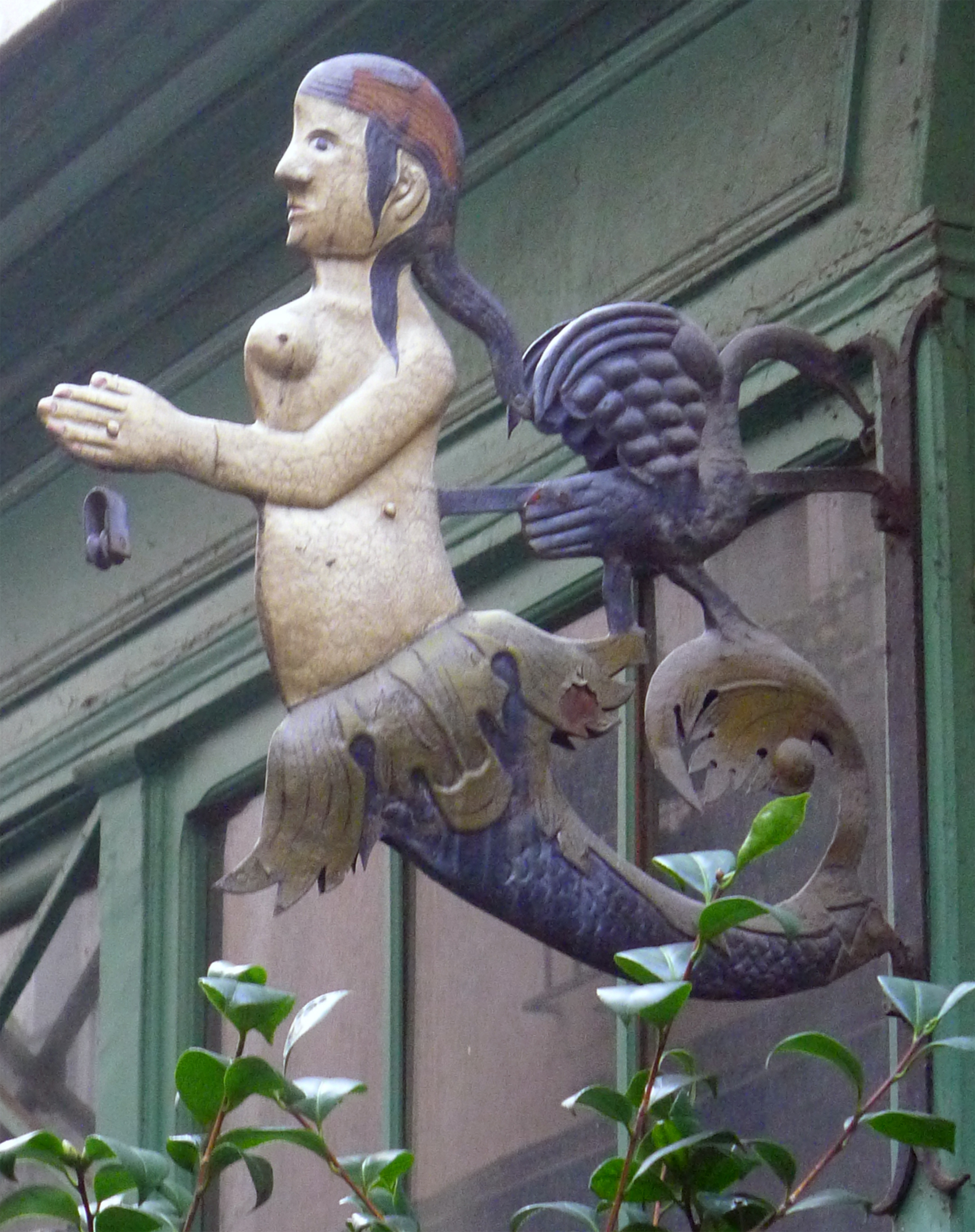
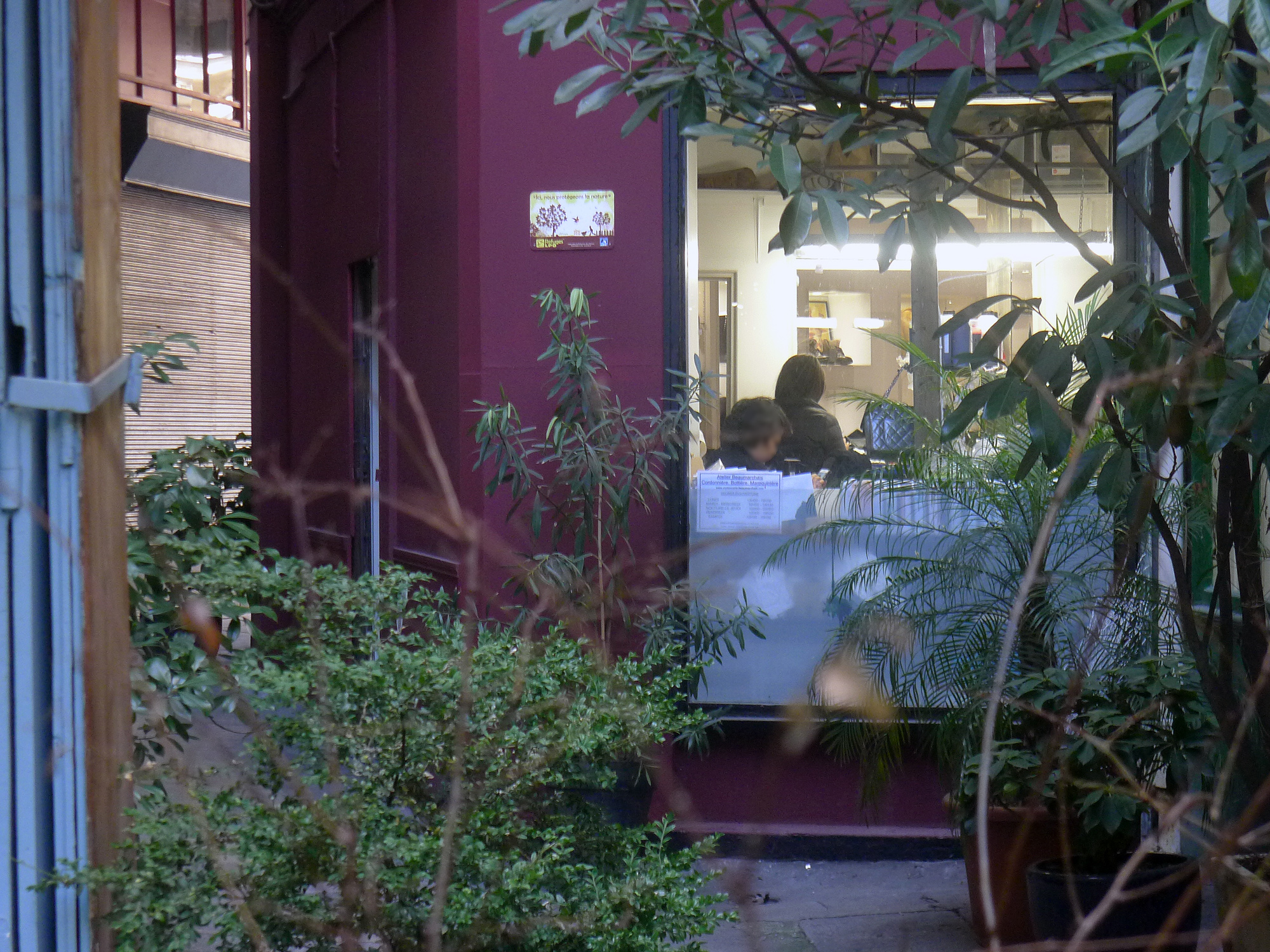
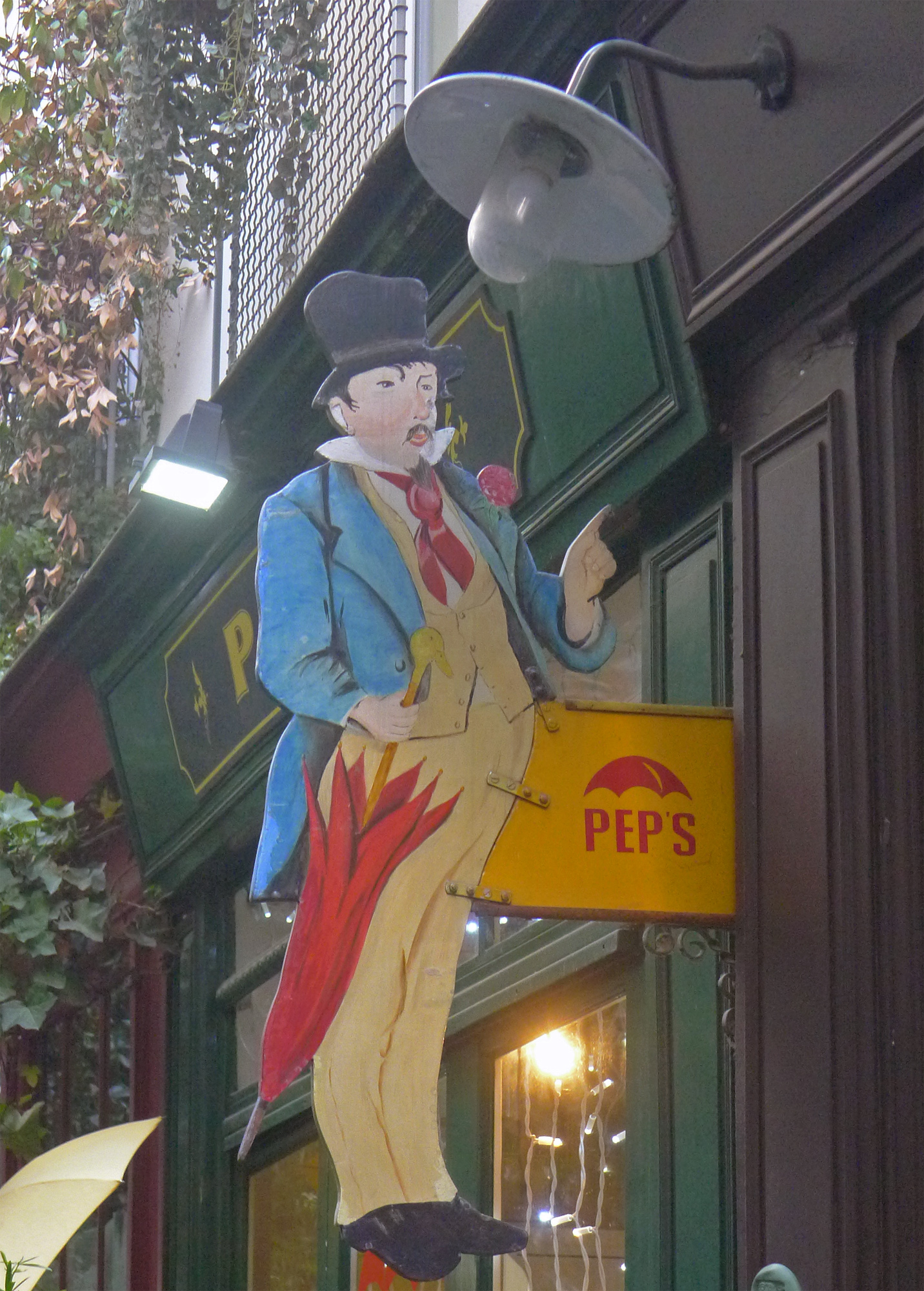

- Les enseignes